# Liste der Baudenkmale in Wirdum
Die Liste der Baudenkmale in Wirdum enthält die nach dem Niedersächsischen Denkmalschutzgesetz geschützten Baudenkmale in der ostfriesischen Gemeinde Wirdum. Die Quelle der Baudenkmale ist der Denkmalatlas Niedersachsen. Der Stand der Liste ist der 11. April 2024.

## Allgemein
In den Spalten befinden sich folgende Informationen:
- Lage: die Adresse des Baudenkmales und die geographischen Koordinaten. Kartenansicht, um Koordinaten zu setzen. In der Kartenansicht sind Baudenkmale ohne Koordinaten mit einem roten Marker dargestellt und können in der Karte gesetzt werden. Baudenkmale ohne Bild sind mit einem blauen Marker gekennzeichnet, Baudenkmale mit Bild mit einem grünen Marker.
- Bezeichnung: Bezeichnung des Baudenkmales
- Beschreibung: die Beschreibung des Baudenkmales. Unter § 3 Abs. 2 NDSchG werden Einzeldenkmale und unter § 3 Abs. 3 NDSchG Gruppen baulicher Anlagen und deren Bestandteile ausgewiesen.
- ID: die Objekt-ID des Baudenkmales
- Bild: ein Bild des Baudenkmales, ggf. zusätzlich mit einem Link zu weiteren Fotos des Baudenkmals im Medienarchiv Wikimedia Commons. Wenn man auf das Kamerasymbol klickt, können Fotos zu Baudenkmalen aus dieser Liste hochgeladen werden:

## Wirdum
| Lage                                                          | Bezeichnung                 | Beschreibung | ID       | Bild           |
| ------------------------------------------------------------- | --------------------------- | --- | -------- | -------------- |
| Aland 4 53° 27′ 56″ N, 7° 13′ 20″ O                           | Gulfhaus                    | Gulfhaus aus späten 18. Jh. mit 1½-gesch. Wohnteil, Ende 19. Jh. erweitert und umgestaltet.                                                             | 34690068 | BW             |
| Aland 4 53° 27′ 57″ N, 7° 13′ 15″ O                           | Landschaftspark             | | 34690120 | BW             |
| Aland 4 53° 27′ 53″ N, 7° 13′ 21″ O                           | Graft                       | | 34690374 | BW             |
| Grimersumer Straße 8 53° 28′ 46″ N, 7° 12′ 19″ O              | Gulfhaus                    | | 34689857 | BW             |
| Grimersumer Straße 8 53° 28′ 46″ N, 7° 12′ 19″ O              | Hausbäume                   | | 34690242 | BW             |
| Kloster Aland 1 53° 27′ 25″ N, 7° 12′ 51″ O                   | Kloster Aland               | 2-gesch. Wohnteil, erbaut Mitte 19. Jh. Friedhof mit Grabsteinen des 18. und 19. Jh.                                                                    | 34690094 |                |
| Marienhafener Straße / Drennhusen 53° 28′ 52″ N, 7° 12′ 53″ O | Flutter (Wasserschöpfmühle) | Doppelkolben-Wasserpumpmühle, seltenes technisches Unikat einer ursprünglichen in Ostfriesland weit verbreiteten Mühlengattung.                         | 43015239 |                |
| Neulander Weg 2 53° 28′ 47″ N, 7° 12′ 21″ O                   | Wirdumer Steinhaus          | Ehem. Steinhaus aus Mitte 16. Jh.; Originales Mauerwerk mit ausgeprägtem spätgotischem Südgiebel. Nordwand erneuert. Upkammer und Keller erhalten.      | 34689929 |                |
| Südlohne 1 53° 28′ 42″ N, 7° 12′ 20″ O                        | Kirche                      | Einschiffiger gotischer Backsteinbau unter Satteldach mit Dachreiter. Traufseiten mit je 3 hohen Spitzbogenfenstern, im Westen um 3 m verlängert.       | 34689953 | Weitere Bilder |
| Südlohne 1 53° 28′ 42″ N, 7° 12′ 19″ O                        | Glockenturm                 | Backsteinbau des geschlossenen Typs unter Pyramidendach. Im Süden Sandsteinplatte mit Jahreszahl 1761.                                                  | 34689977 |                |
| Südlohne 1 53° 28′ 42″ N, 7° 12′ 20″ O                        | Grabplatten                 | Südlich des Kirchenbaus sieben Grabplatten mit Wappen und Inschriften aus dem 17. und 18. Jh.                                                           | 34689999 |                |
| Südlohne 1 53° 28′ 42″ N, 7° 12′ 20″ O                        | Kirchwurt                   | | 34690172 | BW             |
| Südlohne 1 53° 28′ 43″ N, 7° 12′ 21″ O                        | Umfassungsmauer             | | 34690351 |                |
| Weel Aland 1 53° 27′ 55″ N, 7° 12′ 55″ O                      | Wohn-/ Wirtschaftsgebäude   | 1½-gesch. Wohnteil in Ziegelmauerwerk, z. T. mit urspr. Schiebefenstern. Datiert 1807 (Maueranker).                                                     | 34690044 | BW             |
| Wirdumer Altendeich 25 a 53° 29′ 6″ N, 7° 11′ 29″ O           | Landarbeiterhaus            | Sehr kleines Landarbeiterhaus auf Südseite des Alten Deichs gelegen. Backsteinbau unter abgewalmten Dach im Wi-Teil. Einräumiger Wohnteil. Ende 19. Jh. | 34690044 | BW             |

### Diekenshof
| Lage                                     | Bezeichnung        | Beschreibung | ID       | Bild |
| ---------------------------------------- | ------------------ | --- | -------- | ---- |
| Diekenshof 1 53° 29′ 20″ N, 7° 13′ 16″ O | Gulfhaus           | Von 1812 (Inschriftentafel); erneuert um 1900.                                                                       | 34689759 | BW   |
| 53° 29′ 19″ N, 7° 13′ 14″ O              | Gulfscheune, ehem. | Rechtwinklig zum Hauptgebäude stehende Gulfscheune mit ausgebautem Wohnteil in Form eines Vorhaustyps. Wohl um 1900. | 34689783 | BW   |
| 53° 29′ 19″ N, 7° 13′ 17″ O              | Villa              | Villenartiger Wohnhausanbau mit Eckturm. Ende 19. Jh.                                                                | 34689833 | BW   |
| 53° 29′ 18″ N, 7° 13′ 16″ O              | Brücke             | | 34690272 | BW   |
| 53° 29′ 18″ N, 7° 13′ 13″ O              | Graft              | | 34690195 | BW   |
| 53° 29′ 18″ N, 7° 13′ 14″ O              | Garten             | | 34689807 | BW   |
| 53° 29′ 17″ N, 7° 13′ 15″ O              | Baumbestand        | | 34690324 | BW   |
| 53° 29′ 15″ N, 7° 13′ 22″ O              | Allee              | | 34690298 | BW   |